# ذي نشم (بعدان)

تعديل مصدري - تعديل

ذي نشم هي إحدى قرى عزلة الحرث بمديرية بعدان التابعة لمحافظة إب، بلغ تعداد سكانها 602 نسمة حسب تعداد اليمن لعام 2004.